# Badminton House
Erro Lua em Módulo:Coordenadas na linha 622: bad argument #1 to 'abs' (number expected, got nil).

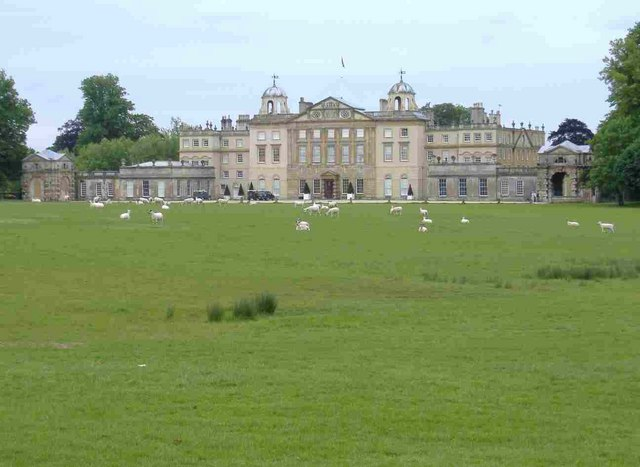
Fachada de Badminton House.

Badminton House é um grande palácio rural localizado em Gloucestershire, Inglaterra, e tem sido a principal sede dos Duques de Beaufort desde finais do século XVII, quando a família se mudou do Raglan Castle, arruinado durante a Guerra Civil Inglesa. O arquitecto William Kent renovou e ampliou o palácio ao Estilo Palladiano no início do século XVIII, embora muitos dos elementos originais permaneceram.
Badminton House está ligada à história do desporto, uma vez que o badminton foi reintroduzido, vindo da Índia, e  popularizado na casa, o que originou o nome desta modalidade.

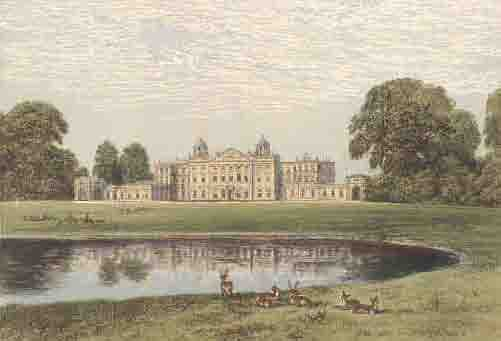
Badminton House no século XIX.

A Rainha mãe Maria de Teck, avó paterna da actual rainha, ficou em Badminton House durante a maior parte da Segunda Guerra Mundial. O seu pessoal ocupou a maior parte do palácio, para desagrado do Duque e da Duquesa de Beaufort.
No século XXI, Badminton House é mais conhecida pelas Badminton Horse Trials, uma prova equestre anual. A propriedade também está fortemente associada com a caça à raposa. Os sucessivos Duques de Beaufort têm sido anfitriões da Beaufort Hunt, provavelmente uma das duas mais famosas e tradicionais reuniões de caça no Reino Unido, juntamente com a Quorn Hunt.
Em tempos, Badminton House esteve aberta ao público, mas isso não acontece actualmente.
O palácio serviu de cenário para algumas sequências do filme The Remains of the Day, assim como de Pearl Harbor.